# Schweiziska fotbollsligan
Schweiziska fotbollsligan är organiserad i flera divisioner.
| Nivå | Nivå | Divisioner                                | Divisioner                                | Divisioner                                | Divisioner                                | Divisioner                                | Divisioner                                | Divisioner                                | Divisioner                                | Divisioner                                | Divisioner                                | Divisioner                                | Divisioner                                | Divisioner                                | Divisioner                                | Divisioner                                | Divisioner                                | Divisioner                                | Divisioner                                | Divisioner                                | Divisioner                                | Divisioner                                | Divisioner                                | Divisioner                                | Divisioner                                | Divisioner                                | Divisioner                                | Divisioner                                | Divisioner                                | Divisioner                                | Divisioner                                | Divisioner                                | Divisioner                                | Divisioner                                | Divisioner                                | Divisioner                                | Divisioner                                | Divisioner                                | Divisioner                                | Divisioner                                | Divisioner                                | Divisioner                                | Divisioner                                | Divisioner                                | Divisioner                                | Divisioner                                | Divisioner                                | Divisioner                                | Divisioner                                | Divisioner                                | Divisioner                                |                                  |
| ---- | ---- | ----------------------------------------- | ----------------------------------------- | ----------------------------------------- | ----------------------------------------- | ----------------------------------------- | ----------------------------------------- | ----------------------------------------- | ----------------------------------------- | ----------------------------------------- | ----------------------------------------- | ----------------------------------------- | ----------------------------------------- | ----------------------------------------- | ----------------------------------------- | ----------------------------------------- | ----------------------------------------- | ----------------------------------------- | ----------------------------------------- | ----------------------------------------- | ----------------------------------------- | ----------------------------------------- | ----------------------------------------- | ----------------------------------------- | ----------------------------------------- | ----------------------------------------- | ----------------------------------------- | ----------------------------------------- | ----------------------------------------- | ----------------------------------------- | ----------------------------------------- | ----------------------------------------- | ----------------------------------------- | ----------------------------------------- | ----------------------------------------- | ----------------------------------------- | ----------------------------------------- | ----------------------------------------- | ----------------------------------------- | ----------------------------------------- | ----------------------------------------- | ----------------------------------------- | ----------------------------------------- | ----------------------------------------- | ----------------------------------------- | ----------------------------------------- | ----------------------------------------- | ----------------------------------------- | ----------------------------------------- | ----------------------------------------- | ----------------------------------------- | -------------------------------- |
| 1    | 1    | Axpo Super League 10 klubbar              | Axpo Super League 10 klubbar              | Axpo Super League 10 klubbar              | Axpo Super League 10 klubbar              | Axpo Super League 10 klubbar              | Axpo Super League 10 klubbar              | Axpo Super League 10 klubbar              | Axpo Super League 10 klubbar              | Axpo Super League 10 klubbar              | Axpo Super League 10 klubbar              | Axpo Super League 10 klubbar              | Axpo Super League 10 klubbar              | Axpo Super League 10 klubbar              | Axpo Super League 10 klubbar              | Axpo Super League 10 klubbar              | Axpo Super League 10 klubbar              | Axpo Super League 10 klubbar              | Axpo Super League 10 klubbar              | Axpo Super League 10 klubbar              | Axpo Super League 10 klubbar              | Axpo Super League 10 klubbar              | Axpo Super League 10 klubbar              | Axpo Super League 10 klubbar              | Axpo Super League 10 klubbar              | Axpo Super League 10 klubbar              | Axpo Super League 10 klubbar              | Axpo Super League 10 klubbar              | Axpo Super League 10 klubbar              | Axpo Super League 10 klubbar              | Axpo Super League 10 klubbar              | Axpo Super League 10 klubbar              | Axpo Super League 10 klubbar              | Axpo Super League 10 klubbar              | Axpo Super League 10 klubbar              | Axpo Super League 10 klubbar              | Axpo Super League 10 klubbar              | Axpo Super League 10 klubbar              | Axpo Super League 10 klubbar              | Axpo Super League 10 klubbar              | Axpo Super League 10 klubbar              | Axpo Super League 10 klubbar              | Axpo Super League 10 klubbar              | Axpo Super League 10 klubbar              | Axpo Super League 10 klubbar              | Axpo Super League 10 klubbar              | Axpo Super League 10 klubbar              | Axpo Super League 10 klubbar              | Axpo Super League 10 klubbar              | Axpo Super League 10 klubbar              | Axpo Super League 10 klubbar              |                                  |
| 2    | 2    | Challenge League 18 klubbar               | Challenge League 18 klubbar               | Challenge League 18 klubbar               | Challenge League 18 klubbar               | Challenge League 18 klubbar               | Challenge League 18 klubbar               | Challenge League 18 klubbar               | Challenge League 18 klubbar               | Challenge League 18 klubbar               | Challenge League 18 klubbar               | Challenge League 18 klubbar               | Challenge League 18 klubbar               | Challenge League 18 klubbar               | Challenge League 18 klubbar               | Challenge League 18 klubbar               | Challenge League 18 klubbar               | Challenge League 18 klubbar               | Challenge League 18 klubbar               | Challenge League 18 klubbar               | Challenge League 18 klubbar               | Challenge League 18 klubbar               | Challenge League 18 klubbar               | Challenge League 18 klubbar               | Challenge League 18 klubbar               | Challenge League 18 klubbar               | Challenge League 18 klubbar               | Challenge League 18 klubbar               | Challenge League 18 klubbar               | Challenge League 18 klubbar               | Challenge League 18 klubbar               | Challenge League 18 klubbar               | Challenge League 18 klubbar               | Challenge League 18 klubbar               | Challenge League 18 klubbar               | Challenge League 18 klubbar               | Challenge League 18 klubbar               | Challenge League 18 klubbar               | Challenge League 18 klubbar               | Challenge League 18 klubbar               | Challenge League 18 klubbar               | Challenge League 18 klubbar               | Challenge League 18 klubbar               | Challenge League 18 klubbar               | Challenge League 18 klubbar               | Challenge League 18 klubbar               | Challenge League 18 klubbar               | Challenge League 18 klubbar               | Challenge League 18 klubbar               | Challenge League 18 klubbar               | Challenge League 18 klubbar               |                                  |
| 3    | 3    | 1. Liga, grupp 1 17 klubbar               | 1. Liga, grupp 2 16 klubbar               | 1. Liga, grupp 3 16 klubbar               |                                           |                                           |                                           |                                           |                                           |                                           |                                           |                                           |                                           |                                           |                                           |                                           |                                           |                                           |                                           |                                           |                                           |                                           |                                           |                                           |                                           |                                           |                                           |                                           |                                           |                                           |                                           |                                           |                                           |                                           |                                           |                                           |                                           |                                           |                                           |                                           |                                           |                                           |                                           |                                           |                                           |                                           |                                           |                                           |                                           |                                           |                                           |                                  |
| 4    | 4    | 2. Liga interregional, grupp 1 13 klubbar | 2. Liga interregional, grupp 1 13 klubbar | 2. Liga interregional, grupp 1 13 klubbar | 2. Liga interregional, grupp 1 13 klubbar | 2. Liga interregional, grupp 1 13 klubbar | 2. Liga interregional, grupp 1 13 klubbar | 2. Liga interregional, grupp 1 13 klubbar | 2. Liga interregional, grupp 1 13 klubbar | 2. Liga interregional, grupp 1 13 klubbar | 2. Liga interregional, grupp 1 13 klubbar | 2. Liga interregional, grupp 2 14 klubbar | 2. Liga interregional, grupp 2 14 klubbar | 2. Liga interregional, grupp 2 14 klubbar | 2. Liga interregional, grupp 2 14 klubbar | 2. Liga interregional, grupp 2 14 klubbar | 2. Liga interregional, grupp 2 14 klubbar | 2. Liga interregional, grupp 2 14 klubbar | 2. Liga interregional, grupp 2 14 klubbar | 2. Liga interregional, grupp 2 14 klubbar | 2. Liga interregional, grupp 2 14 klubbar | 2. Liga interregional, grupp 3 14 klubbar | 2. Liga interregional, grupp 3 14 klubbar | 2. Liga interregional, grupp 3 14 klubbar | 2. Liga interregional, grupp 3 14 klubbar | 2. Liga interregional, grupp 3 14 klubbar | 2. Liga interregional, grupp 3 14 klubbar | 2. Liga interregional, grupp 3 14 klubbar | 2. Liga interregional, grupp 3 14 klubbar | 2. Liga interregional, grupp 3 14 klubbar | 2. Liga interregional, grupp 3 14 klubbar | 2. Liga interregional, grupp 4 14 klubbar | 2. Liga interregional, grupp 4 14 klubbar | 2. Liga interregional, grupp 4 14 klubbar | 2. Liga interregional, grupp 4 14 klubbar | 2. Liga interregional, grupp 4 14 klubbar | 2. Liga interregional, grupp 4 14 klubbar | 2. Liga interregional, grupp 4 14 klubbar | 2. Liga interregional, grupp 4 14 klubbar | 2. Liga interregional, grupp 4 14 klubbar | 2. Liga interregional, grupp 4 14 klubbar | 2. Liga interregional, grupp 5 14 klubbar | 2. Liga interregional, grupp 5 14 klubbar | 2. Liga interregional, grupp 5 14 klubbar | 2. Liga interregional, grupp 5 14 klubbar | 2. Liga interregional, grupp 5 14 klubbar | 2. Liga interregional, grupp 5 14 klubbar | 2. Liga interregional, grupp 5 14 klubbar | 2. Liga interregional, grupp 5 14 klubbar | 2. Liga interregional, grupp 5 14 klubbar | 2. Liga interregional, grupp 5 14 klubbar |                                  |
| 5    | 5    | 2. Liga AFV 13 klubbar                    | 2. Liga AFV 13 klubbar                    | 2. Liga AFV 13 klubbar                    | 2. Liga FVBJ, grupp 1 12 klubbar          | 2. Liga FVBJ, grupp 1 12 klubbar          | 2. Liga FVBJ, grupp 1 12 klubbar          | 2. Liga FVBJ, grupp 2 12 klubbar          | 2. Liga FVBJ, grupp 2 12 klubbar          | 2. Liga FVBJ, grupp 2 12 klubbar          | 2. Liga IFV 12 klubbar                    | 2. Liga IFV 12 klubbar                    | 2. Liga IFV 12 klubbar                    | 2. Liga FVNWS 12 klubbar                  | 2. Liga FVNWS 12 klubbar                  | 2. Liga FVNWS 12 klubbar                  | 2. Liga OFV, grupp 1 12 klubbar           | 2. Liga OFV, grupp 1 12 klubbar           | 2. Liga OFV, grupp 1 12 klubbar           | 2. Liga OFV, grupp 2 12 klubbar           | 2. Liga OFV, grupp 2 12 klubbar           | 2. Liga OFV, grupp 2 12 klubbar           | 2. Liga SKFV 12 klubbar                   | 2. Liga SKFV 12 klubbar                   | 2. Liga SKFV 12 klubbar                   | 2. Liga FVRZ, grupp 1 13 klubbar          | 2. Liga FVRZ, grupp 1 13 klubbar          | 2. Liga FVRZ, grupp 1 13 klubbar          | 2. Liga FVRZ, grupp 2 13 klubbar          | 2. Liga FVRZ, grupp 2 13 klubbar          | 2. Liga FVRZ, grupp 2 13 klubbar          | 2. Liga FTC 14 klubbar                    | 2. Liga FTC 14 klubbar                    | 2. Liga FTC 14 klubbar                    | 2. Liga AFF 12 klubbar                    | 2. Liga AFF 12 klubbar                    | 2. Liga AFF 12 klubbar                    | 2. Liga ACGF 12 klubbar                   | 2. Liga ACGF 12 klubbar                   | 2. Liga ACGF 12 klubbar                   | 2. Liga ANF 12 klubbar                    | 2. Liga ANF 12 klubbar                    | 2. Liga ANF 12 klubbar                    | 2. Liga AVF 12 klubbar                    | 2. Liga AVF 12 klubbar                    | 2. Liga AVF 12 klubbar                    | 2. Liga ACVF, grupp 1 14 klubbar          | 2. Liga ACVF, grupp 1 14 klubbar          | 2. Liga ACVF, grupp 1 14 klubbar          | 2. Liga ACVF, grupp 2 14 klubbar          | 2. Liga ACVF, grupp 2 14 klubbar          | 2. Liga ACVF, grupp 2 14 klubbar |
| 6    | 6    | 3. Liga 46 grupper                        | 3. Liga 46 grupper                        | 3. Liga 46 grupper                        | 3. Liga 46 grupper                        | 3. Liga 46 grupper                        | 3. Liga 46 grupper                        | 3. Liga 46 grupper                        | 3. Liga 46 grupper                        | 3. Liga 46 grupper                        | 3. Liga 46 grupper                        | 3. Liga 46 grupper                        | 3. Liga 46 grupper                        | 3. Liga 46 grupper                        | 3. Liga 46 grupper                        | 3. Liga 46 grupper                        | 3. Liga 46 grupper                        | 3. Liga 46 grupper                        | 3. Liga 46 grupper                        | 3. Liga 46 grupper                        | 3. Liga 46 grupper                        | 3. Liga 46 grupper                        | 3. Liga 46 grupper                        | 3. Liga 46 grupper                        | 3. Liga 46 grupper                        | 3. Liga 46 grupper                        | 3. Liga 46 grupper                        | 3. Liga 46 grupper                        | 3. Liga 46 grupper                        | 3. Liga 46 grupper                        | 3. Liga 46 grupper                        | 3. Liga 46 grupper                        | 3. Liga 46 grupper                        | 3. Liga 46 grupper                        | 3. Liga 46 grupper                        | 3. Liga 46 grupper                        | 3. Liga 46 grupper                        | 3. Liga 46 grupper                        | 3. Liga 46 grupper                        | 3. Liga 46 grupper                        | 3. Liga 46 grupper                        | 3. Liga 46 grupper                        | 3. Liga 46 grupper                        | 3. Liga 46 grupper                        | 3. Liga 46 grupper                        | 3. Liga 46 grupper                        | 3. Liga 46 grupper                        | 3. Liga 46 grupper                        | 3. Liga 46 grupper                        | 3. Liga 46 grupper                        | 3. Liga 46 grupper                        |                                  |
| 7    | 7    | 3. Liga, 2. Stärkeklasse FVBJ 6 grupper   | 3. Liga, 2. Stärkeklasse FVBJ 6 grupper   | 3. Liga, 2. Stärkeklasse FVBJ 6 grupper   | 3. Liga, 2. Stärkeklasse FVBJ 6 grupper   | 3. Liga, 2. Stärkeklasse FVBJ 6 grupper   | 3. Liga, 2. Stärkeklasse FVBJ 6 grupper   | 3. Liga, 2. Stärkeklasse FVBJ 6 grupper   | 3. Liga, 2. Stärkeklasse FVBJ 6 grupper   | 3. Liga, 2. Stärkeklasse FVBJ 6 grupper   | 3. Liga, 2. Stärkeklasse FVBJ 6 grupper   | 3. Liga, 2. Stärkeklasse FVBJ 6 grupper   | 3. Liga, 2. Stärkeklasse FVBJ 6 grupper   | 3. Liga, 2. Stärkeklasse FVBJ 6 grupper   | 3. Liga, 2. Stärkeklasse FVBJ 6 grupper   | 3. Liga, 2. Stärkeklasse FVBJ 6 grupper   | 3. Liga, 2. Stärkeklasse FVBJ 6 grupper   | 3. Liga, 2. Stärkeklasse FVBJ 6 grupper   | 3. Liga, 2. Stärkeklasse FVBJ 6 grupper   | 3. Liga, 2. Stärkeklasse FVBJ 6 grupper   | 3. Liga, 2. Stärkeklasse FVBJ 6 grupper   | 3. Liga, 2. Stärkeklasse FVBJ 6 grupper   | 3. Liga, 2. Stärkeklasse FVBJ 6 grupper   | 3. Liga, 2. Stärkeklasse FVBJ 6 grupper   | 3. Liga, 2. Stärkeklasse FVBJ 6 grupper   | 3. Liga, 2. Stärkeklasse FVBJ 6 grupper   | 4. Liga 67 grupper                        | 4. Liga 67 grupper                        | 4. Liga 67 grupper                        | 4. Liga 67 grupper                        | 4. Liga 67 grupper                        | 4. Liga 67 grupper                        | 4. Liga 67 grupper                        | 4. Liga 67 grupper                        | 4. Liga 67 grupper                        | 4. Liga 67 grupper                        | 4. Liga 67 grupper                        | 4. Liga 67 grupper                        | 4. Liga 67 grupper                        | 4. Liga 67 grupper                        | 4. Liga 67 grupper                        | 4. Liga 67 grupper                        | 4. Liga 67 grupper                        | 4. Liga 67 grupper                        | 4. Liga 67 grupper                        | 4. Liga 67 grupper                        | 4. Liga 67 grupper                        | 4. Liga 67 grupper                        | 4. Liga 67 grupper                        | 4. Liga 67 grupper                        | 4. Liga 67 grupper                        |                                  |
| 8    | 8    | 4. Liga FVBJ 8 grupper                    | 4. Liga FVBJ 8 grupper                    | 4. Liga FVBJ 8 grupper                    | 4. Liga FVBJ 8 grupper                    | 4. Liga FVBJ 8 grupper                    | 4. Liga FVBJ 8 grupper                    | 4. Liga FVBJ 8 grupper                    | 4. Liga FVBJ 8 grupper                    | 4. Liga FVBJ 8 grupper                    | 4. Liga FVBJ 8 grupper                    | 4. Liga FVBJ 8 grupper                    | 4. Liga FVBJ 8 grupper                    | 4. Liga FVBJ 8 grupper                    | 4. Liga FVBJ 8 grupper                    | 4. Liga FVBJ 8 grupper                    | 4. Liga FVBJ 8 grupper                    | 4. Liga FVBJ 8 grupper                    | 4. Liga FVBJ 8 grupper                    | 4. Liga FVBJ 8 grupper                    | 4. Liga FVBJ 8 grupper                    | 4. Liga FVBJ 8 grupper                    | 4. Liga FVBJ 8 grupper                    | 4. Liga FVBJ 8 grupper                    | 4. Liga FVBJ 8 grupper                    | 4. Liga FVBJ 8 grupper                    | 5. Liga 56 grupper                        | 5. Liga 56 grupper                        | 5. Liga 56 grupper                        | 5. Liga 56 grupper                        | 5. Liga 56 grupper                        | 5. Liga 56 grupper                        | 5. Liga 56 grupper                        | 5. Liga 56 grupper                        | 5. Liga 56 grupper                        | 5. Liga 56 grupper                        | 5. Liga 56 grupper                        | 5. Liga 56 grupper                        | 5. Liga 56 grupper                        | 5. Liga 56 grupper                        | 5. Liga 56 grupper                        | 5. Liga 56 grupper                        | 5. Liga 56 grupper                        | 5. Liga 56 grupper                        | 5. Liga 56 grupper                        | 5. Liga 56 grupper                        | 5. Liga 56 grupper                        | 5. Liga 56 grupper                        | 5. Liga 56 grupper                        | 5. Liga 56 grupper                        | 5. Liga 56 grupper                        |                                  |
| 9    | 9    | 5. Liga FVBJ 11 grupper                   | 5. Liga FVBJ 11 grupper                   | 5. Liga FVBJ 11 grupper                   | 5. Liga FVBJ 11 grupper                   | 5. Liga FVBJ 11 grupper                   | 5. Liga FVBJ 11 grupper                   | 5. Liga FVBJ 11 grupper                   | 5. Liga FVBJ 11 grupper                   | 5. Liga FVBJ 11 grupper                   | 5. Liga FVBJ 11 grupper                   | 5. Liga FVBJ 11 grupper                   | 5. Liga FVBJ 11 grupper                   | 5. Liga FVBJ 11 grupper                   | 5. Liga FVBJ 11 grupper                   | 5. Liga FVBJ 11 grupper                   | 5. Liga FVBJ 11 grupper                   | 5. Liga FVBJ 11 grupper                   | 5. Liga FVBJ 11 grupper                   | 5. Liga FVBJ 11 grupper                   | 5. Liga FVBJ 11 grupper                   | 5. Liga FVBJ 11 grupper                   | 5. Liga FVBJ 11 grupper                   | 5. Liga FVBJ 11 grupper                   | 5. Liga FVBJ 11 grupper                   | 5. Liga FVBJ 11 grupper                   | 5. Liga FVBJ 11 grupper                   | 5. Liga FVBJ 11 grupper                   | 5. Liga FVBJ 11 grupper                   | 5. Liga FVBJ 11 grupper                   | 5. Liga FVBJ 11 grupper                   | 5. Liga FVBJ 11 grupper                   | 5. Liga FVBJ 11 grupper                   | 5. Liga FVBJ 11 grupper                   | 5. Liga FVBJ 11 grupper                   | 5. Liga FVBJ 11 grupper                   | 5. Liga FVBJ 11 grupper                   | 5. Liga FVBJ 11 grupper                   | 5. Liga FVBJ 11 grupper                   | 5. Liga FVBJ 11 grupper                   | 5. Liga FVBJ 11 grupper                   | 5. Liga FVBJ 11 grupper                   | 5. Liga FVBJ 11 grupper                   | 5. Liga FVBJ 11 grupper                   | 5. Liga FVBJ 11 grupper                   | 5. Liga FVBJ 11 grupper                   | 5. Liga FVBJ 11 grupper                   | 5. Liga FVBJ 11 grupper                   | 5. Liga FVBJ 11 grupper                   | 5. Liga FVBJ 11 grupper                   | 5. Liga FVBJ 11 grupper                   |                                  |